# Carol Vorderman
Carol Jean Vorderman, née le 24 décembre 1960, est une personnalité de télévision britannique. Elle est mieux connue pour son rôle sur le jeu télévisé Countdown entre le 2 novembre 1982 et le 12 décembre 2008, soit 26 ans consécutifs.

## Countdown
Fille d'une mère galloise et un père néerlandais (qui annulent leur mariage juste après sa naissance) Carol Vorderman fut sélectionnée à l'âge de 21 ans pour l'émission Countdown grâce à sa licence en mathématiques de l'Université de Cambridge. Au début, son rôle était seulement d'écrire et de vérifier les solutions offertes aux jeux de chiffres car il y avait une autre présentatrice qui mettait les mots sur le tableau pendant les jeux de lettres. Les producteurs de l'émission ont décidé qu'une seule présentatrice suffisait pour les deux rôles, et bientôt Vorderman et Richard Whiteley furent les seuls présentateurs réguliers de l'émission et continuèrent ensemble jusqu'en 2005 quand Richard Whiteley mourut d'une endocardite. Ils ont travaillé 23 ans ensemble.
L'émission continuait avec un nouveau présentateur, Des Lynam, qui a très vite quitté l'émission, suivi de Des O'Connor qui a aussi quitté l'émission en 2008.

### Départ deCountdown
Le 23 juillet 2008, Des O'Connor a annoncé qu'il voulait quitter Countdown pour se concentrer sur ses autres projets médiatiques. Le 25 juillet, Granada Productions, le propriétaire de Countdown, a annoncé que Vorderman aussi quitterait Countdown. Le budget de Countdown étant réduit dû à la baisse du nombre de spectateurs de Countdown ; Vorderman se disait prête à accepter une réduction de 33 % de son salaire, mais Granada Productions insistait pour qu'elle acceptât une réduction de 90 %. Elle a quitté l'émission après cette dispute.
Rachel Riley, qui a une licence en mathématiques de l'Université d'Oxford, a été choisie pour remplacer Vorderman. Notamment, elle a 22 ans et Vorderman avait 21 ans en 1982 quand l'émission a commencé.

## Autres activités
Avec sa popularité sur Countdown, elle a été sélectionnée pour présenter Grand Slam, un jeu télévisé britannique de durée très brève. Elle a aussi présenté Tomorrow's World, How2, et a fait des apparitions en tant que candidate sur les émissions Strictly Come Dancing et Stars in their eyes. Elle a remporté l'émission Game Show Marathon et a gagné £60 000 pour de nombreuses charités.
En tant que journaliste, elle écrit pour The Daily Times au Royaume-Uni, et a publié plusieurs ouvrages sur les mathématiques, le sudoku et les régimes alimentaires.

## Ouvrages et vidéos
- How Mathematics Works, 1996
- Carol Vorderman's Guide to the Internet (avec Rob Young), 1998
- Carol Vorderman's Guide to Maths
- Carol Vorderman's Pop Music Times Tables, 1991
- Carol Vorderman's Detox Diet
- Carol Vorderman's How To Do Sudoku, 2005
- Carol Vorderman's Massive Book Of Sudoku, 2005
- Eat Yourself Clever, 2008